# Henry Thynne (1675-1708)
Henry Thynne (8 de febrero de 1674/75-20 de diciembre de 1708) fue un político inglés afín a los tories, miembro del parlamento británico.
Thynne era el mayor de los hijos de Thomas Thynne, I vizconde de Weymouth (1640-1714),  un terrateniente de Wiltshire y Gloucestershire, y su esposa Lady Frances Finch, a hija de Heneage Finch, III conde de Winchilsea. Fue bautizado el 16 de febrero de 1674/75 en Drayton Bassett.
Thynne fue educado en casa, mostrando gran interés en la literatura. En 1692, visitó los Países Bajos, Alemania e Italia. En su juventud, aprendió francés e italiano de su contemporánea Elizabeth Singer, por quien el obispo Thomas Ken había mostrado interés cuando ella tenía doce y él vivía en Longleat. En To the Painter of an Ill-Drawn Picture of Cleone, the Honorable Mrs Thynne, un poema por Anne Finch, condesa de Winchilsea, Thynne bajo el nombre de «Theanor», mientras «Cleone» era su mujer Grace, a quien Lady Winchilsea se refirió muchos de sus poemas.
En 1695, Thynne se presentó sin éxito a las elecciones como parlamentario por Weobley. En 1701 consiguió un puesto por Weymouth y Melcombe Regis, más tarde representó brevemente a Tamworth antes de volver a su posición original hasta su muerte en 1708. En su corto tiempo como miembro por Tamworth, no se opuso a Thomas Guy (1644-1734), dueño y fundador del Guy's Hospital,  muy a pesar de que fuera un Whig, mientras Thynne era un Tory.

## Vida privada
Se casó con Grace Strode, hija y heredera de Sir George Strode y Grace FitzJames, el 29 de abril de 1695; los padres de ella les dieron 20 000 libras. Tuvieron dos hijas: Frances Thynne, casada con Algernon Seymour, VII duque de Somerset, y Mary Thynne (ca. 1702-1720), casada con William Greville, VII barón Brooke (1695-1727). Entre sus nietos, destaca Elizabeth Percy, duquesa de Northumberland.
Thynne llegó a ser excesivamente obeso. Murió repentinamente el 20 de diciembre de 1708, Edward Harley explicó su investigación post mortem en una carta a su hermana: 

Aunque nunca se quejó, sus órganos vitales estaban completamente corrompidos, su corazón era como un pedazo de sangre y grase, cuando tocaron sus pulmones se calleron a pedazos y tenían una impostura en ellos que se cree la causa de la muerte, su higado no funcionaba y tenía una úlcera en los riñones y una hidropesía al lado de su vientre. Pienso que esta era una extraña mezcla de problemas, pero que inexpicablemente no sentía ya que dijo a su padre y su primo a las doce en punto que su vida estaba tan bien como siempre. No se quejó hasta dos minutos antes de su muerte, y solo dijo que al bajar las escaleras sus piernas estaban débiles, si quiera estuvo sentado con su señora seis minutos antes de morir.

Fue enterrado en Longbridge Deverill el 3 de enero de 1709.